# Liste ehemaliger Postämter in Wolfsburg

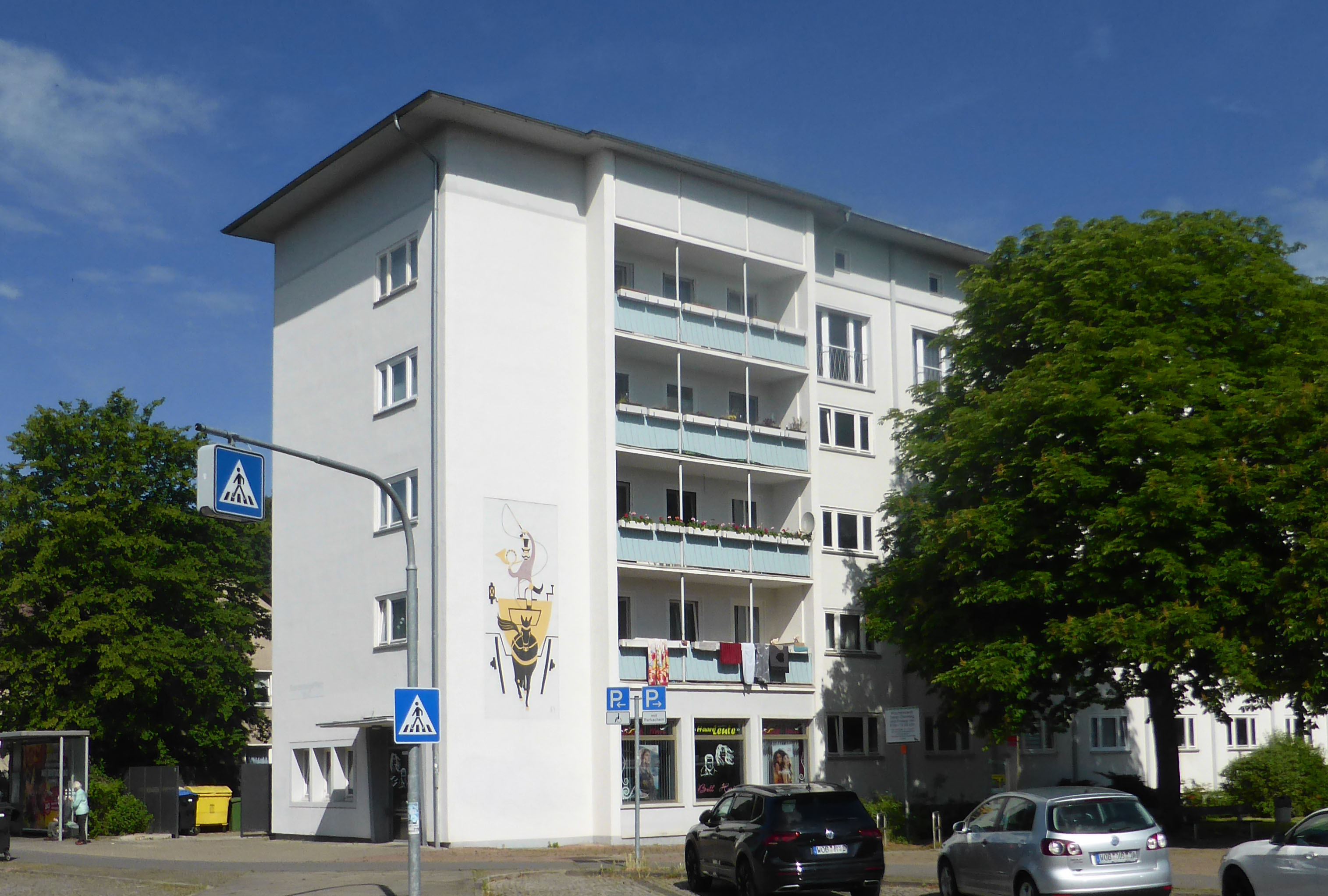
Ehemaliges Postamt Wolfsburg 4. An das im Erdgeschoss befindliche Postamt erinnert noch heute die von Horus Engels geschaffene Darstellung einer Postkutsche an der Außenwand.

Die Liste ehemaliger Postämter in Wolfsburg führt Postämter und Poststellen auf, die sich im damaligen Gebiet von Wolfsburg befanden.
- Heßlingen: Vor dem Dorfe 7, Landpoststelle (von 1928 bis 1937, im Gasthaus „Zum Brandenburger Adler“)
- Rothenfelde: Poststelle (1938, zunächst im Gasthaus „Zur guten Quelle“ in der Fallersleber Straße 1 -inzwischen wurde dieser Straßenabschnitt in „Heßlinger Straße“ umbenannt-, später in einer Baracke)
- Stadt des KdF-Wagens: Postämter in den Stadtteilen Wellekamp (vom 18. Juli 1938 bis 1945, heute zur Stadtmitte gehörend) und Steimker Berg (Alte Landstraße 25, vom 3. September 1940 bis 1945)[1]
- Wolfsburg 1: Stadtmitte, Porschestraße 43 (zuvor südlich der Poststraße in einer Baracke), Postamt (Gebäude wurden inzwischen abgerissen)
- Wolfsburg 2: Steimker Berg, Alte Landstraße 25, Postamt (heute befindet sich das Büro einer Tischlerei in dem Raum)
- Wolfsburg 3: Detmerode, Detmeroder Markt 3, Postamt[2] (bis um 1960 trug ein Postamt im Stadtteil Laagberg die Bezeichnung „Wolfsburg 3“)
- Wolfsburg 4: Wohltberg, Brandenburger Platz 22, Postamt (1956 eröffnet, heute als Friseursalon genutzt)
- Wolfsburg 5: Eichelkamp, Dunantplatz 5, Postamt (1959 eröffnet)
- Wolfsburg 6: Rabenberg, Rabenbergstraße 37, Postamt (1961 eröffnet)
- Wolfsburg 7: Tiergartenbreite, Bartenslebenring 2, Postamt (1964 eröffnet, 2007 geschlossen,[3] danach befand sich ein Wettbüro in dem Gebäude)
- Wolfsburg 8: Oebisfelder Straße 28, Postamt (auf dem Gelände des heutigen Bürozentrums Nord)
- Wolfsburg 9: Westhagen, Dessauer Straße 30, Postamt (um 2019 abgerissen)
- Wolfsburg 11: Vorsfelde, Amtsstraße 17, Postamt
- Wolfsburg 12: Fallersleben, Bahnhofstraße 37, Postamt
- Wolfsburg 13: Ehmen, Hauptstraße 16 (inzwischen in „Mörser Straße“ umbenannt), Postamt
- Wolfsburg 14: Mörse, Dorfstraße 10 (inzwischen in „Im Dorfe“ umbenannt), Poststelle I
- Wolfsburg 15: Sülfeld, Dorfstraße 23, Poststelle I
- Wolfsburg 16: Sandkamp, Hauptstraße 9 (inzwischen in „Stellfelder Straße“ umbenannt), Poststelle II
- Wolfsburg 17: Warmenau, Am Haselborn 4, Poststelle II
- Wolfsburg 18: Brackstedt, Kästorfer Straße 22, Poststelle II
- Wolfsburg 19: Velstove, Hauptstraße 6 (inzwischen in „Alte Handelsstraße“ umbenannt), Poststelle II
- Wolfsburg 21: Wendschott, Hauptstraße 73 (inzwischen in „Wendenstraße“ umbenannt), Poststelle I
- Wolfsburg 22: Reislingen, Grüner Jäger 2 (inzwischen in „Kronekenberg“ umbenannt), Poststelle I
- Wolfsburg 23: Neuhaus, Am Seeteich 5, Poststelle II
- Wolfsburg 24: Nordsteimke, Barnstorfer Straße 3 (inzwischen in „Steinbeker Straße“ umbenannt), Poststelle I
- Wolfsburg 25: Hehlingen, Almker Straße 5, Poststelle I
- Wolfsburg 26: Barnstorf, Hauptstraße 14 (inzwischen in „Hasselbachstraße“ umbenannt), Poststelle II
- Wolfsburg 27: Hattorf, Lindenweg 1, Poststelle I
- Wolfsburg 28: Heiligendorf, Feldstraße 1, Poststelle I
- Wolfsburg 29: Neindorf, Hauptstraße 24 (inzwischen in „Zum Hasenwinkel“ umbenannt), Poststelle I
- Wolfsburg 31: Almke, Wolfsburger Straße 6 (inzwischen in „Elmstraße“ umbenannt), Poststelle II
- Wolfsburg 32: Kästorf, Hauptstraße 15 (inzwischen in „Zu dem Balken“ umbenannt), Poststelle I
- Wolfsburg 33: Waldhof, Nr. 6, Poststelle II

In Alt-Wolfsburg (seit 1887) und in der heute zum Stadtteil Hellwinkel gehörenden Ostsiedlung befanden sich bis mindestens 1959 ebenfalls Poststellen. Die Siedlung Ilkerbruch gehört postalisch zu Sülfeld, die Wippermühle zu Brechtorf.